# Papiro ginecológico de Lahun
El papiro ginecológico de Lahun, papiro médico de Lahun (también de Kahun) o UC32057 es un texto del Antiguo Egipto fechado en el siglo XIX a. C. que forma parte de los papiros de Lahun. Es el escrito egipcio sobre medicina más antiguo conocido y aborda temas como las enfermedades de la mujer, la fertilidad, el embarazo y la anticoncepción.
La colección fue descubierta por Flinders Petrie en El Lahun en abril y noviembre de 1889 y su traducción publicada por Francis Llewellyn Griffith en 1897, con el título The Petrie Papyri: hieratic papyri from Kahun and Gurob (principally of the Middle Kingdom).

## Descripción
Posiblemente una copia de un texto más antiguo, es similar a otros posteriores como los papiros de Berlín o el papiro Ebers. No incluye información sobre el pronóstico de la enfermedad, un dato que no aparece hasta el papiro Edwin Smith.
Tiene una longitud de un metro por 32.5 cm de ancho. Fue encontrado en un estado muy fragmentario, la tercera página tuvo que recomponerse a partir de cuarenta y seis piezas. Las dos primeras páginas contienen diecisiete secciones, muchas idénticas a las del papiro Ebers que siguen la misma estructura: síntomas («Para una mujer que sufre de...»), diagnóstico («...deberías declarar que...») y tratamiento («...deberías prescribir para ello...»). Los medicamentos son sustancias como cerveza, leche de vaca, aceite, frutas, etc., a veces se especifican las cantidades. En ningún caso se hace mención a la cirugía. La tercera página contiene otras diecisiete secciones de estructura diferente que tratan sobre cuestiones como el sexo de un bebé aún no nacido o la esterilidad.